# بجر کریک، ویکتوریا
بجر کریک (به انگلیسی: Badger Creek) یک شهرک در استرالیا است که در ویکتوریا (استرالیا) واقع شده‌است.